# روشن‌فکری برلینی
در سال ۱۷۴۰ فردریک دوم شناخته شده به عنوان فردریک کبیر به قدرت در پادشاهی پروس رسید. تحت حکومت فلسفه گرای فردریک دوم، برلین یک رنسانس فکری را به وجود آورد که نتیجتاً تبدیل به یکی از مهم‌ترین مراکز روشنگری در اروپا شد. این شهر مهم کتاب و مطبوعات در محل و همچنین به عنوان خانه جدید بسیاری از درام گروه. بعد از آن میزبانی ملی تئاتر آکادمی هنر و فرهنگستان علوم.
مرکز روشنگری برلین آموخته جامعه از دوستان شناخته شده به عنوان Aufklärer (enlighteners) از جمله ناشر و کتاب فروش فریدریش Nicolai شاعر و فیلسوف کارل ویلهلم Ramlerفیلسوف یوهان گئورگ Sulzerهای توماس راهب بزرگبا گوتهولد افرایم لسینگو موسی مندلسون بود. آنها دنبال ادبی و ادبی منافع اغلب مرتبط با هدف مدنی رهایی؛ در همان زمان آنها وفادار و وطن‌پرست به دولت پروس است. اتحادیه مدنی روشنگری و دولت پروس و آن پادشاه قرار دادی خود را در زمینه ملی اهداف و پیشرفت زبان و ادبیات آلمانی است. این نیز مانع توسط فردریک دوم اولویت برای زبان فرانسه.

## افراد
- کارل ویلهلم Ramler (1725-1798)
- یوهان گئورگ Sulzer (1720-1779)
- توماس Abbt (1738-1766)
- Hartwig Wessely (1725-1805)
- Salomon Maimon (1753-1800)
- یوهان یاکوب انگل (۱۷۴۱–۱۸۰۲)
- ارنست فردیناند کلاین (۱۷۴۳–۱۸۱۰)
- تئودور Gottlieb von Hippel (1741-1796)
- Julien Offray de La Mettrie (1709-1751)
- ولتر (۱۶۹۴–۱۷۷۸)
- کارل فیلیپ Moritz (1756-1793)
- فیلیپ Buttmann (1764-1829)
- Christoph Friedrich Nicolai (1733-1811)
- یوهان اریش کرست (۱۷۴۹–۱۸۱۶)
- فریدریش Gedike (1754-1803)